# Henri Jules de Berbis
 (mai 2025).
Henri Jules de Berbis est un homme politique français né le 7 novembre 1773 à Auxonne (Côte-d'Or) et mort le 11 janvier 1852 à Dijon (Côte-d'Or).

## Biographie
Officier d'artillerie au moment de la Révolution, il émigre et sert dans l'armée des princes. Conseiller municipal de Dijon et conseiller général en 1814, il est député de la Côte-d'Or de 1820 à 1831, siégeant avec les légitimistes. Il est vice-président de la Chambre en 1827. Il refuse un poste à la chambre des pairs en 1832.